# Дандес, Алан
А́лан Да́ндес (8 сентября 1934 — 30 марта 2005) — американский фольклорист, профессор Калифорнийского университета в Беркли. Его называют «самым известным фольклористом своего времени».

## Карьера
Учился в Йельском университете, где изучал английский язык. Уверенный, что по завершении учебы его призовут в армию, Дандес присоединился к ROTC и прошел подготовку, чтобы стать офицером связи ВМФ. Когда выяснилось, что на корабле, на котором он должен был быть размещен, стоявшем в Неаполитанском заливе, уже есть офицер связи, Дандес спросил, что еще может понадобиться этому кораблю, не желая отказываться от такого выбора назначения. Затем он провел два года, обслуживая артиллерию на корабле в Средиземном море. По завершении службы поступил в Университет Индианы, чтобы получить степень доктора философии в области фольклора. В Индиане он учился у фольклориста Ричарда Дорсона. Он очень быстро получил степень и перешел на должность преподавателя в Канзасский университет, где проработал всего год, после чего в 1963 году ему предложили должность на кафедре антропологии Калифорнийского университета в Беркли. Он быстро зарекомендовал себя как известное имя в фольклористике. Дандес занимал эту должность 42 года, до своей смерти в 2005 году.
В его президентской речи на конференции Американского фольклорного общества в 1980 году утверждалось, что в немецком национальном характере присутствует анально-эротическая фиксация; это вызвало серьезные споры. Он ввел понятие «алломотив» (придуманное по аналогии с «алломорфом», чтобы дополнить понятие «мотивема» (ср. «морфема»), введенное Кеннетом Пайком) для использования при анализе структуры сказок с точки зрения выявленных в них мотивов.
Написал 12 книг как академических, так и популярных, отредактировал или был соавтором еще двух десятков, ему приписывают авторство более 250 статей. Одна из его самых заметных статей называлась «Видеть значит верить», в которой он указывал, что американцы ценят зрение больше, чем другие чувства.

## Методы обучения
Был неофициально известен в Калифорнийском университете в Беркли как «Профессор шуток». Его занятия были очень популярны, сочетая обучение с «неотразимым остроумием и стилем». В его вводном курсе студенты знакомились со многими различными формами фольклора, от мифов, легенд и народных сказок до пословиц и загадок, шуток, игр и народной речи (сленга), до народных верований и способов питания. Окончательный проект этого курса требовал, чтобы каждый студент собрал, идентифицировал и проанализировал 40 предметов фольклора. Весь этот материал (около 500 000 единиц) хранится и каталогизируется в Фольклорных архивах Беркли. Дандес также читал курсы по американскому фольклору и психоаналитические подходы к фольклору (его любимый подход) в дополнение к семинарам для выпускников по истории фольклористики с международной точки зрения, а также по истории и развитию теории фольклора.
Ближе к концу жизни он получил от бывшего студента конверт с чеком на 1 000 000 долларов. Эти деньги позволили Дандесу учредить в университете постоянную позицию профессора фольклористики, тем самым гарантируя, что после его выхода на пенсию фольклор не будет заброшен на кафедре.

## Споры
Несмотря на самоуверенность, Дандес не был против споров, которые часто вызывали его теории. Он часто работал с фольклором, выражающим бессознательные желания и тревоги и придерживался мнения, что если люди сильно реагируют на то, что он должен сказать, он, вероятно, задел за живое и, вероятно, что-то понял. Некоторые из его наиболее спорных работ включали изучение Нового Завета и Корана как фольклора.[9]
Однако из всех его статей та, которая принесла ему угрозы смертью, была «Into the Endzone for a Touchdown» (рус. В энд-зону для тачдауна) — психоаналитическое исследование гомоэротического подтекста терминологии и ритуалов, окружающих американский футбол. В 1980 году Дандес был приглашен выступить с президентским обращением на ежегодном собрании Американского фольклорного общества. Его презентация, позже опубликованная в виде монографии под названием «Жизнь похожа на лестницу в курятнике», использует народную речь, обычаи, материальную культуру и т. д., стремясь продемонстрировать анально-эротическую фиксацию в немецком национальном характере. Реакция на эту статью была невероятно сильной. Дандес много лет не участвовал в ежегодной конференции Американского фольклорного общества. Когда он, наконец, снова принял участие в 2004 году, он снова выступил с речью на пленарном заседании, на этот раз упрекнув своих коллег-фольклористов за слабость в теории. По его мнению, сбор и представление данных, сколь бы тщательным оно ни было, бесполезно без развития и применения теории к этим данным.

## Влияние
Дандес полемизировал с устоявшимся понятием о «народе» (folk) и «народном творчестве» крестьян или примитивных племён как основном объекте изучения фольклористики. Взамен он предлагал более широкое определение народа: два или более человека, которые имеют какие-либо общие черты и выражают свою общую идентичность через традиции. Соответственно, фольклор есть не только у крестьян, а у любой устойчивой группы людей:

Народное или крестьянское общество есть лишь один пример «народа» в фольклорном смысле. Любая группа людей, имеющая общий связующий фактор, например, городская группа, такая как профсоюз, может иметь и имеет фольклор. «Фольк» — это гибкое понятие, которое может относиться к нации, как в американском фольклоре, или к отдельной семье. Критический вопрос в определении «народа» заключается в следующем: какие группы на самом деле имеют традиции?— The Devolutionary Premise in Folklore Theory (1969)
С этим расширенным социальным определением народа также возник более широкий взгляд на материал, считающийся фольклором, который включает, как указывает Уильям Уилсон, «вещи, которые люди делают словами (вербальные знания), вещи, которые они делают своими руками (материальные знания) и то, что они делают своими действиями (традиционное знание)».
Другое значение этого более широкого определения термина «народ», согласно Дандесу, заключается в том, что фольклорная работа носит скорее интерпретативный и научный характер, чем описательный или посвященный исключительно сохранению фольклора. По словам Дандеса, фольклорная работа сохранит свое значение и в будущем. Он пишет: «Фольклор универсален: фольклор всегда был и, по всей вероятности, всегда будет. Пока люди взаимодействуют и в ходе этого используют традиционные формы общения, фольклористы будут по-прежнему иметь прекрасные возможности для изучения фольклора». По мнению фольклориста Уильяма А. Уилсона, «изучение фольклора, следовательно, не есть просто приятное времяпрепровождение, полезное прежде всего для коротания праздных минут. Скорее, это центральное и решающее значение в наших попытках понять наше собственное поведение и поведение наших собратьев».

## Награды
В 1966 году Дандес был удостоен стипендии Гуггенхайма, а в 1972 году был назначен старшим научным сотрудником Национального фонда гуманитарных наук.
В 1980 году Дандес был президентом Американского фольклорного общества, а в 1993 году он был награжден премией Питре, международной наградой за достижения в области фольклора.
Дандес был избран членом Американской академии искусств и наук в 2001 году и стал первым фольклористом, получившим такое признание.
Размах и влияние учености Дандеса были признаны в публикации трех разных сборников festschrift — одного исследователями пословиц, одним психоаналитиками и одним его бывшими учениками.

## Личная жизнь
Дандес родился в Нью-Йорке в семье юриста и музыканта. Его родители не были религиозными, и Дандес считал себя светским евреем.
Он познакомился со своей женой Кэролайн во время учебы в Йельском университете. Они были женаты 48 лет, у них родился сын (Дэвид), две дочери (Лорен и Элисон) и шестеро внуков".
30 марта 2005 года Дандес потерял сознание от сердечного приступа во время семинара для выпускников в Беркли и умер по дороге в больницу. Ему было 70 лет.

## Избранные труды
- Carl R. Pagter (соавт.). Never Try to Teach a Pig to Sing.
- (1964)."The Morphology of North American Indian Folktales".
- (ред.) (1965). The Study of Folklore.
- (1968). «The Number Three in American Culture.» In Alan Dundes (ред.), Every Man His Way: Readings in Cultural Anthropology. Englewood Cliffs, New Jersey: Prentice-Hall.
- (1969). «Thinking Ahead: A Folkloristic Reflection of the Future Orientation in American Worldview».
- (1971). «A Study of Ethnic Slurs».
- (1972). «Folk Ideas as Units of Worldview».
- (1975). «Slurs International: Folk Comparisons of Ethnicity and National Character».
- (1980). Interpreting Folklore. Indiana University Press.
- (1984). Life is Like a Chicken Coop Ladder: A Portrait of German Culture Through Folklore.
- (ред.) (1984). Sacred Narrative: Readings in the Theory of Myth. University of California Press.
- Falassi, Alessandro (соавт.) (1984). La terra in Piazza: An interpretation of the Palio in Siena. University of California Press.
- (с C. Banc) (1986) «First Prize: Fifteen Years. An Annotated Collection of Political Jokes» ISBN 0-8386-3245-9
- (1987). Cracking Jokes: Studies of Sick Humor Cycles & Stereotypes. Ten Speed Press.
- Carl R. Pagter (Co-author) (1987). When You’re Up to Your Ass in Alligators…: More Urban Folklore from the Paperwork Empire. Wayne State University Press.
- (ред.) (1989). Little Red Riding Hood: A Casebook. Madison, WI: University of Wisconsin Press.
- (ред.) (1990). In Quest of the Hero. Princeton University Press.
- (ред.) (1991). Mother Wit from the Laughing Barrel: Readings in the Interpretation of Afro-American Folklore. University Press of Mississippi.
- (1991) The Blood Libel Legend: A Casebook in Anti-Semitic Folklore. University of Wisconsin Press
- (ред.) (1992). The Evil Eye: A Casebook. University of Wisconsin Press.
- Carl R. Pagter (соавт.). (1992) Work Hard and You Shall Be Rewarded: Urban Folklore From the Paperwork Empire. ISBN 978-0814324325
- (1993). Folklore Matters. University of Tennessee Press.
- (ред.) (1994). The Cockfight: A Casebook. University of Wisconsin Press.
- Edmunds, Lowell (ред.) (1995). Oedipus: A Folklore Casebook. University of Wisconsin Press.
- Carl R. Pagter (соавт.) (1996). Sometimes the Dragon Wins: Yet More Urban Folklore from the Paperwork Empire. Syracuse University Press.
- (ред.) (1996). The Walled-Up Wife: A Casebook. University of Wisconsin Press.
- (1997). From Game to War and Other Psychoanalytic Essays on Folklore. University of Kentucky Press.
- (1997). Two Tales of Crow and Sparrow: A Freudian Folkloristic Essay on Caste and Untouchability. Rowman & Littlefield.
- (ред.) (1998). The Vampire: A Casebook. Madison, WI: The University of Wisconsin Press.
- Carl R. Pagter (соавт.) (2000). Why Don’t Sheep Shrink When It Rains?: A Further Collection of Photocopier Folklore. Syracuse University Press.
- (1999). Holy Writ as Oral Lit: The Bible as Folklore. Rowman & Littlefield Publishers, Inc.
- (2002). Bloody Mary in the Mirror: Essays in Psychoanalytic Folkloristics. University Press of Mississippi.
- (2003). The Shabbat Elevator and Other Sabbath Subterfuges. Rowman & Littlefield.
- (2003). Fables of the Ancients?: Folklore in the Qur’an. Rowman & Littlefield.
- (2003). Parsing Through Customs: Essays by a Freudian Folklorist. The University of Wisconsin Press.
- (2004). «As the Crow Flies: A Straightforward Study of Lineal Worldview in American Folk Speech».
- (ред.) (2005). Recollecting Freud. Madison, WI: The University of Wisconsin Press.

### На русском
- Дандес А. Фольклор: семиотика и/или психоанализ / Пер. с англ. А. С. Архиповой и др. М.: Восточная литература, 2003.